# Istoria publicității online în România
Publicitatea online în România a evoluat semnificativ în ultimele două decenii, odată cu creșterea accesului la internet și dezvoltarea tehnologiei digitale. De la primele bannere și campanii de email marketing, până la campanii complexe de SEO, PPC și social media, piața de publicitate digitală din România a cunoscut o transformare profundă din 1990 până în prezent.

## Primii ani (1990 - 2000)
Primele forme de publicitate online din România au apărut la mijlocul anilor '90, odată cu lansarea primelor site-uri românești. În acea perioadă, internetul era încă în faza de pionierat în România, cu un grad de folosire redus în rândul populației. Site-uri precum cele ale ziarelor Adevărul și Evenimentul Zilei, printre primele publicații din România care au dezvoltat versiuni online, au început să introducă bannere publicitare pe paginile lor. Publicitatea online era limitată la bannere statice sau GIF-uri animate simple, care promovau produse locale și servicii de bază.
Această perioadă a fost marcată de o lipsă de cunoștințe aprofundate privind marketingul digital și de resurse limitate în ceea ce privește tehnologia. Majoritatea agențiilor de publicitate tradiționale nu aveau încă expertiză în mediul online, așa că primele încercări de publicitate online au fost adesea improvizate, fără strategii sofisticate de targhetare. Bannerele erau de obicei cumpărate direct de la proprietarii site-urilor, iar campaniile nu beneficiau de instrumente de monitorizare avansate, ceea ce însemna că eficiența lor era dificil de măsurat.
În ciuda acestor limitări, aceste prime campanii de publicitate au oferit o primă expunere pentru companiile care doreau să își crească vizibilitatea în mediul online. Utilizatorii internetului din acea perioadă erau în mare parte tineri pasionați de tehnologie sau profesioniști din mediul IT, așa că publicitatea se concentra pe produse și servicii care rezonau cu acest segment demografic. Cu toate acestea, aceste bannere nu erau foarte eficiente în a genera conversii sau vânzări directe, deoarece utilizatorii nu erau încă obișnuiți cu navigarea pe internet și nu aveau încredere în a face cumpărături online.
Un moment important pentru dezvoltarea publicității online în România a fost lansarea primului provider de internet comercial, Romtelecom, care a început să ofere acces mai larg la internet prin dial-up. În paralel, furnizori de servicii de internet precum RDS și Astral au început să-și extindă rețelele. Această infrastructură a permis accesul la internet pentru un număr tot mai mare de gospodării, ceea ce a creat un teren fertil pentru publicitatea online. Deși conexiunile erau încă lente și instabile, mai multe companii au început să vadă potențialul internetului ca mediu de promovare și au investit în primele campanii online.
De asemenea, în această perioadă au început să apară primele tentative de email marketing. Companiile care aveau acces la internet au început să își construiască baze de date cu adrese de email ale clienților și să trimită newslettere simple, cu oferte sau anunțuri despre produse. Deși aceste campanii erau rudimentare și, adesea, percepute ca spam, au deschis calea către metode mai sofisticate de promovare prin email care aveau să urmeze în anii 2000.
Un alt factor semnificativ a fost creșterea comunităților online și a forumurilor, care au început să atragă atenția brandurilor. Pe aceste platforme, companiile au început să promoveze produse prin discuții sponsorizate sau bannere postate pe paginile acestor comunități, anticipând astfel tendințele de marketing prin influenceri și social media care aveau să vină mai târziu. Chiar dacă, la acel moment, publicitatea online era limitată la acțiuni simple și cu impact redus, aceste prime încercări au pus bazele dezvoltării unei piețe digitale dinamice și competitive în România.

## Expansiunea și evoluția (2000 - 2010)
O dată cu intrarea în anii 2000, România a experimentat o expansiune semnificativă în ceea ce privește accesibilitatea internetului și creșterea numărului de utilizatori. Acest lucru a fost determinat de îmbunătățirea infrastructurii și de reducerea prețurilor pentru accesul la internet, ceea ce a făcut ca internetul să devină o parte din ce în ce mai importantă a vieții cotidiene. Conform unui raport al Eurostat, numărul utilizatorilor de internet din România a crescut de la aproximativ 12% din populație în 2000, la peste 50% în 2010.
În această perioadă, lansarea site-urilor locale de știri, magazine online și forumuri a creat noi oportunități pentru agențiile de publicitate online. Site-uri precum Ziarul Financiar, HotNews, și ProTV și-au dezvoltat versiuni online care au început să includă bannere publicitare, iar forumuri populare precum Cafeneaua Publică și Softpedia au devenit platforme importante pentru campaniile de publicitate digitală.
În această perioadă, email marketingul a câștigat popularitate ca una dintre primele forme de publicitate digitală. Companiile au început să dezvolte baze de date de adrese de email și să trimită newslettere și oferte personalizate. Potrivit unui raport realizat de IAB România, email marketingul a devenit o metodă eficientă de a ajunge la consumatori, în special pentru ofertele și actualizările legate de produse.
În același timp, campaniile pay-per-click (PPC) au început să se dezvolte în România. Lansarea Google AdWords (acum Google Ads) în România a marcat începutul unei noi ere în publicitatea digitală, permițând agențiilor să creeze campanii targetate pe baza cuvintelor cheie și a comportamentului utilizatorilor. Această metodă de publicitate a permis companiilor să ajungă direct la potențialii clienți atunci când aceștia căutau produse sau servicii specifice.
Un alt moment semnificativ în această perioadă a fost lansarea platformelor de comerț electronic locale, precum eMAG și Altex, care au revoluționat modul în care românii cumpără online. Aceste companii au investit masiv în campanii digitale pentru a-și promova produsele și au contribuit la creșterea încrederii în comerțul online în România. eMAG, în special, a devenit lider pe piața de comerț electronic din România și a fost cunoscut pentru campaniile sale agresive de marketing, inclusiv reduceri semnificative și publicitate extensivă online.

## Era social media și optimizarea SEO (2010 - prezent)
După 2010, publicitatea online în România a intrat într-o nouă etapă, marcată de ascensiunea rețelelor sociale și a optimizării pentru motoarele de căutare (SEO). Această tranziție a fost alimentată de creșterea rapidă a platformelor sociale precum Facebook, YouTube, și, mai târziu, Instagram, care au devenit canale majore de promovare. Potrivit unui raport al Statista, peste 60% dintre românii cu acces la internet erau activi pe rețelele sociale până în 2015, iar acest număr a continuat să crească, oferind companiilor un mediu excelent pentru a interacționa cu consumatorii lor (Eurostat).
Aceste platforme au permis companiilor să creeze campanii targetate pe baza intereselor, comportamentului și demografiei utilizatorilor. Facebook, în special, a devenit un instrument esențial pentru companii, datorită capacității sale de a segmenta audiența în funcție de criterii extrem de precise. Potrivit datelor furnizate de Ministerul Afacerilor Externe, România avea peste 4.4 milioane de utilizatori activi de Facebook în 2020, ceea ce a transformat această rețea într-un mediu ideal pentru campaniile de marketing digital și creșterea brandurilor.

## SEO și PPC: fundamentele publicității digitale
În paralel cu creșterea social media, Search Engine Optimization (SEO) a început să joace un rol esențial în strategiile de marketing digital ale companiilor din România. Optimizarea pentru motoarele de căutare a devenit vitală, deoarece companiile au înțeles că vizibilitatea organică în rezultatele de căutare poate avea un impact major asupra traficului pe site și asupra conversiilor. Algoritmii Google au devenit din ce în ce mai sofisticați, iar focusul pe conținut relevant și de calitate a condus la crearea unor strategii SEO pe termen lung.
Un studiu realizat de IAB România a evidențiat faptul că SEO a devenit o componentă esențială a campaniilor de marketing digital, multe companii investind în optimizarea conținutului și creșterea autorității site-urilor lor prin link building și articole de calitate.
În același timp, platformele de publicitate pay-per-click (PPC), cum ar fi Google AdWords și, ulterior, Facebook Ads, au evoluat semnificativ. Acestea au oferit companiilor instrumente extrem de precise pentru a ajunge la audiențele lor, permițând campanii targetate în funcție de locație, comportament de căutare și alte criterii relevante. Google AdWords a devenit, în special, un canal de promovare foarte popular datorită flexibilității și eficienței sale. Potrivit Think with Google, cheltuielile pentru publicitatea online în România au crescut constant, atingând cifre semnificative în ultimele două decenii.

## Agențiile de marketing digital: profesionizarea industriei
Odată cu creșterea cererii pentru strategii de publicitate online mai sofisticate, au apărut și primele agenții de marketing digital din România. Aceste agenții oferă o gamă largă de servicii integrate, de la gestionarea campaniilor PPC, la SEO, content marketing și social media management. Agenții precum 2Performant, Agenție Seo Pro și Zitec au fost printre primele care au adoptat aceste tehnologii și le-au oferit clienților lor strategii complexe, bazate pe analize de date și segmentarea precisă a audienței.
Aceste agenții au jucat un rol crucial în profesionalizarea domeniului publicității online din România, ajutând companiile să își maximizeze eficiența campaniilor și să își optimizeze bugetele de marketing. De asemenea, ele au contribuit la formarea unui mediu competitiv, în care companiile românești au putut concura pe piețele internaționale. În plus, agențiile au investit în educarea pieței locale prin organizarea de conferințe, webinarii și cursuri de specializare în marketing digital, cum ar fi GPeC Summit și TeCOMM.

## Transformarea comerțului online
Această perioadă a fost, de asemenea, marcată de dezvoltarea rapidă a comerțului electronic în România. Platformele de comerț electronic precum eMAG, Altex, și mai târziu Fashion Days, au investit semnificativ în publicitatea online, folosind SEO și PPC pentru a atrage trafic și a crește vânzările. În plus, creșterea utilizării telefoanelor mobile și dezvoltarea aplicațiilor mobile au determinat companiile să adopte strategii de mobile marketing, astfel încât să se adapteze comportamentului în schimbare al consumatorilor.

## Transformări recente și viitorul publicității online
În ultimii ani, publicitatea online din România a trecut printr-o serie de transformări semnificative, devenind din ce în ce mai complexă și sofisticată. Aceste schimbări au fost determinate în principal de avansurile tehnologice, precum machine learning și inteligența artificială (AI), care au permis campaniilor să fie mult mai bine targetate și optimizate. Aceste tehnologii fac posibilă analiza în timp real a datelor și ajustarea campaniilor pentru a maximiza eficiența și impactul. Potrivit unui raport al IAB România, utilizarea AI în publicitatea digitală a crescut cu peste 30% în ultimii ani, iar tendința este în continuă expansiune.
Un aspect central al acestei evoluții este personalizarea. Companiile investesc din ce în ce mai mult în crearea de conținut relevant și interactiv, personalizat pentru fiecare segment de audiență. Tehnologiile avansate de big data și machine learning permit marketerilor să colecteze și să analizeze informații detaliate despre comportamentul utilizatorilor, ceea ce duce la campanii extrem de bine țintite..

## Rolul influențatorilor în publicitatea digitală
Un alt fenomen major în publicitatea online românească este utilizarea din ce în ce mai frecventă a influencerilor și micro-influencerilor. Rețelele sociale precum Instagram, YouTube și mai recent, TikTok, au permis companiilor să colaboreze cu influenceri care au audiențe bine definite. Aceștia pot ajuta la creșterea expunerii brandurilor într-un mod autentic și credibil, lucru pe care consumatorii îl apreciază în mod special. Un studiu publicat de Emplifi arată că, în România, 67% dintre consumatori sunt mai predispuși să cumpere un produs recomandat de un influencer în care au încredere.
Micro-influencerii, cu audiențe mai mici, dar foarte angajate, au devenit esențiali în strategii de nișă, oferind un raport excelent între cost și eficiență. Campaniile cu influenceri au generat un impact substanțial în sectoare precum fashion, beauty și tehnologie, ajutând brandurile să se conecteze cu consumatorii într-un mod mai uman și apropiat.

## Viitorul publicității online: AR, VR și interfața vocală
Privind către viitor, publicitatea online din România va continua să fie modelată de noile tehnologii emergente, cum ar fi realitatea augmentată (AR) și realitatea virtuală (VR). Aceste tehnologii oferă noi moduri de a interacționa cu consumatorii, oferindu-le experiențe imersive care pot crește implicarea și loialitatea față de branduri. Companiile din industrii precum retail, imobiliare și auto au început deja să experimenteze cu AR pentru a permite consumatorilor să "încerce" produse virtuale înainte de a le cumpăra. Un exemplu notabil este campania AR a IKEA, care permite utilizatorilor să vadă cum ar arăta mobilierul în propriul lor spațiu înainte de a face o achiziție (IKEA).
Vocea ca interfață, prin intermediul asistenților vocali precum Google Assistant, Alexa Arhivat în 2 martie 2009, la Wayback Machine. sau Siri, este un alt trend în creștere în publicitatea digitală. Conform unui studiu realizat de Pew Research Center, 20% din căutările mobile vor fi realizate prin voce până în 2025, ceea ce sugerează o schimbare semnificativă în modul în care companiile își vor crea și livra conținutul publicitar..